# 島田明宏
島田 明宏（しまだ あきひろ、1964年11月2日 - ）は、日本の作家・ライター。
専門・得意分野は競馬、モータースポーツなど。

## 来歴
北海道生まれ。北海道札幌西高等学校卒業。早稲田大学政治経済学部政治学科中退。早大在学中より執筆活動開始。
テレビ朝日『プレステージ』、フジテレビ『FNN DATE LINE』、ニッポン放送の早朝番組『朝からたいへん!つかちゃんでーす』などの構成を担当。ほぼ同時期に雑誌「GORO」「ホットドッグ・プレス」などでライター業を始める。

## 執筆活動

### ノンフィクション
1987年秋から1年ほど東京中日スポーツのレース課で働く。1990年夏から武豊騎手の米国遠征に同行し、「Sports Graphic Number」「別冊宝島」「おもしろ競馬塾」「ヤングマガジン」「週刊文春」「週刊アサヒ芸能」などで競馬関連の原稿を書くようになる。並行して男性誌や自動車専門誌でF1やWRC （世界ラリー選手権）などモータースポーツ関係の取材記事、「週刊朝日」「DIME」「プレジデント」「週刊ポスト」などでノンフィクション、書評などを書く。「大人の休日倶楽部ジパング」で紀行文を執筆。2014年より「優駿エッセイ賞」選考委員。

### 小説、漫画原作
- 集英社「青春と読書」1998年10月号に「鞍上のバレット」、1999年5月号に「ラストステッキ」、同年9月号に「ジイさんの半マイル」、「優駿」2006年6月号に「青い鞭」などの短編小説を寄稿。
- 学研「4年の学習」で子ども向けの物語「竹のムチがくれた夢」「まぼろしの鬼」「ナイス・ストレート」などを執筆。
- 講談社「BE・LOVEパフェ」に「たった一度の駒くらべ」、集英社「週刊ヤングジャンプ増刊『漫革』」に「のりこののりは法律の法」など漫画の原作を書く。
- 2018年11月より、集英社文庫から書き下ろしの競馬ミステリーシリーズを上梓する。

### 連載エッセイ
- 「週刊競馬ブック」で「競馬は本音で」、その後「競馬ことのは」「競馬はじめて物語」を隔週連載。「一筆啓上」も年数回。連載終了。
- 「スポーツ報知」でGI予想コラムを連載。連載終了。
- 「UMAJIN」で「UMAJIN eye」、その後「島田明宏のフォーカス」を連載。連載終了。
- 「netkeiba.com」で「熱視点」を連載中（2011～）。
- 「Number web」で「沸騰! 日本サラブ列島」を連載中（2013～）。
- 「うまレター」で「名馬がつなぐ物語」を連載中（2011～）。
- 「ECLIPSE」で「あの蹄音を、もう一度」を連載中（2018～）。

### 文庫解説
- むかい風（伊集院静、集英社文庫、1998）
- 眺めのいい人（伊集院静、ゴマ文庫、2007）
- 旅だから出逢えた言葉（伊集院静、小学館、2017)

## 著書
- わたしの馬が、ターフを走る（オーエス出版社、1994）
- 「武豊」の瞬間（集英社、1997 のち文庫、1999）
- 凶走（講談社、1999）
- ありゃ馬こりゃ馬で勝ち馬を探せ!（講談社、1999）
- 蛯名正義フォトエッセイ 冷めて、静かに、熱くなれ（講談社、2000）
- 武豊対談集 頂上を駆ける（ザ・マサダ、2000 のち廣済堂文庫、2002）
- 武豊インタビュー集 戴冠（廣済堂出版、2002）
- 武豊インタビュー集 美技（廣済堂出版、2003）
- 武豊インタビュー集 躍動（廣済堂出版、2004）
- ディープインパクト 無敗の三冠馬の真実（廣済堂出版、2005）
- ありがとう、ディープインパクト 最強馬伝説完結（廣済堂出版、2007）
- 武豊インタビュー集スペシャル 勝負篇（廣済堂文庫、2007）
- 武豊インタビュー集スペシャル 名馬篇（廣済堂文庫、2007）
- 伝説の名ジョッキー 歴史をつくった天才たちの光と影（ゴマブックス、2008）
- ウオッカ物語 競馬史に残る美しき名牝（廣済堂出版、2010）
- 消えた天才騎手 最年少ダービージョッキー・前田長吉の奇跡（白夜書房、2011）
- 誰も書かなかった武豊 決断（徳間書店、2014 のち徳間文庫、2017）
- 虹の断片（産経新聞出版、2014）
- 絆〜走れ奇跡の子馬〜（集英社、2017 のち文庫、2020）
- ダービーパラドックス（集英社文庫、2018）
- キリングファーム（集英社文庫、2019）
- ジョッキーズ・ハイ（集英社文庫、2019）
- ジョッキーズ 歴史をつくった名騎手たち（イースト・プレス、2020）
- ノン・サラブレッド（集英社文庫、2020）
- ファイナルオッズ （集英社文庫、2021）

## 訳書
- きらめく瞳に会った（ボブ・コンスタンデュロス著、山海堂、1993）

## テレビ番組
- 草野仁のスタジオGate J.（グリーンチャンネル、ゲスト）
- 日本競馬の夜明け（2012年10月 - 12月、グリーンチャンネル、ナビゲーター）
- 寺山修司没後30年特番「競馬場で会おう」（2013年、グリーンチャンネル、ナビゲーター）
- 水曜馬スペ!名牝ミラの記憶（2016年、グリーンチャンネル、ナビゲーター）
- 北海道クローズアップ「ディープインパクトが教えてくれたこと」（2019年、NHK、ゲスト）

## 賞歴
- 2009年 - 「下総御料牧場の春」で第26回さきがけ文学賞選奨[1]
- 2012年 - 「消えた天才騎手 最年少ダービージョッキー・前田長吉の奇跡」で2011年度JRA賞馬事文化賞[2]